# Englantina d'or

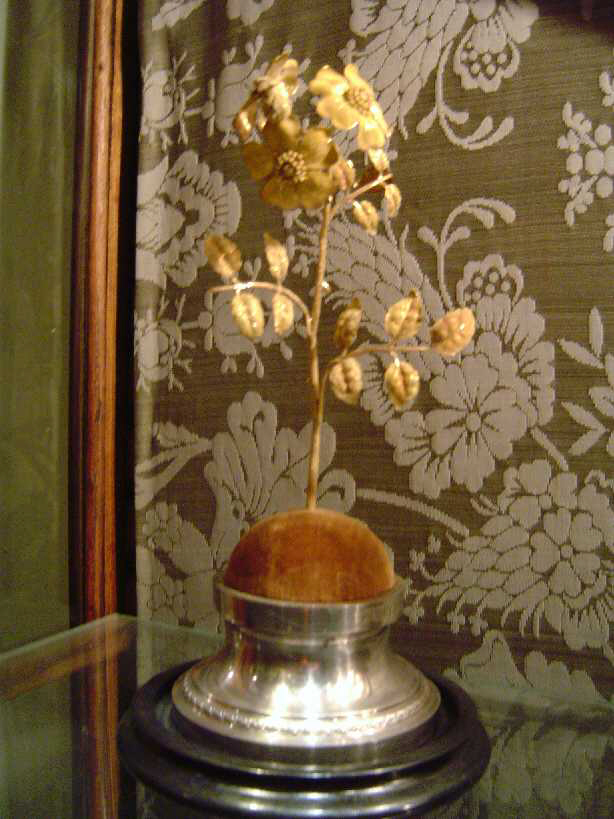
Englantina d'or a la Biblioteca Museu Víctor Balaguer de Vilanova i la Geltrú.

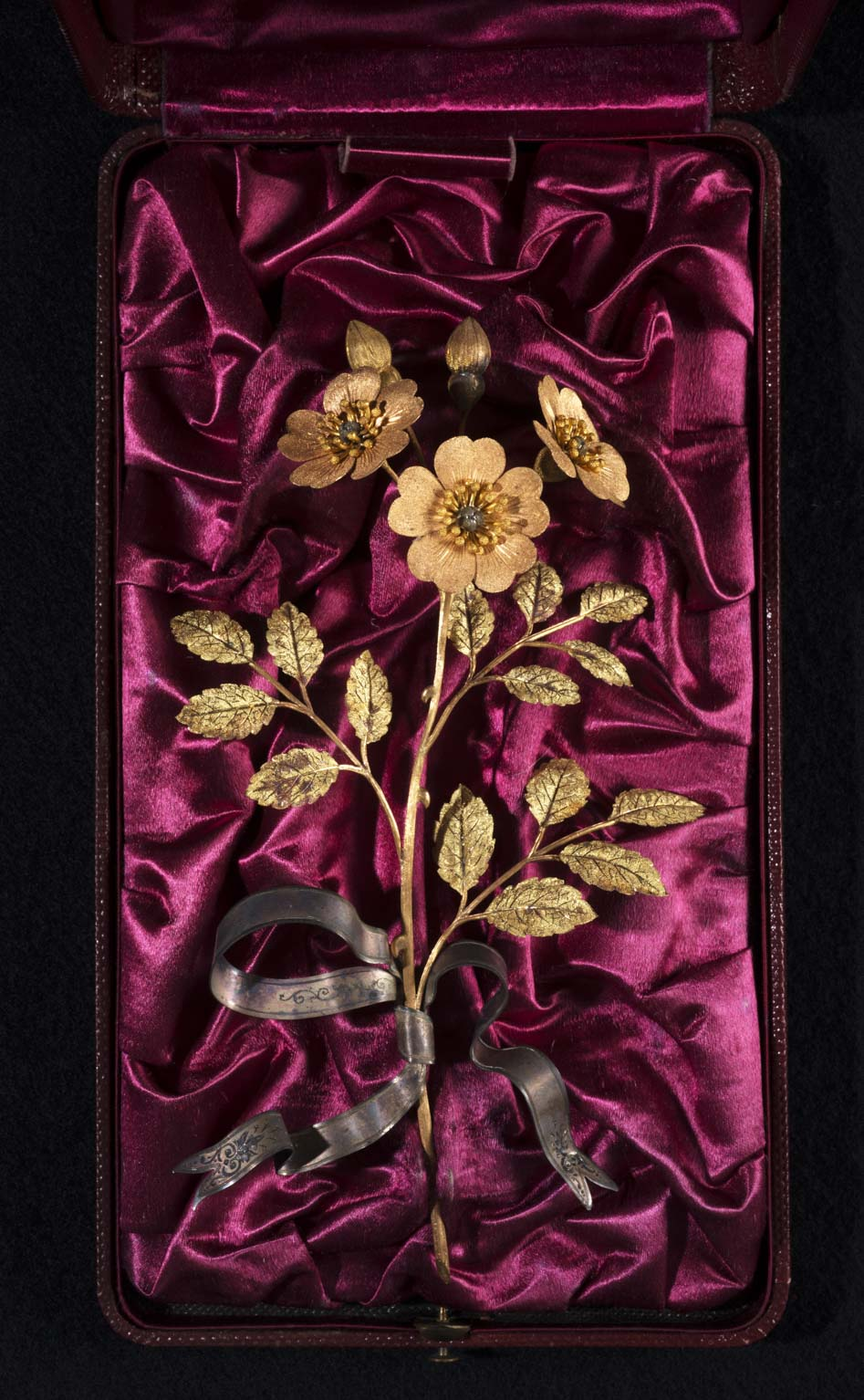
Englantina d'or al Museu d'Història de Barcelona. Premi Jocs Florals 1888 a Francesc Matheu

L'Englantina d'or era un dels tres premis ordinaris dels Jocs Florals de Barcelona junt amb la Viola d'or i d'argent i la Flor Natural. L'Englantina d'or era el premi a la millor composició poètica de tema patriòtic, fets històrics o tradicionals de Catalunya.
Els poetes que al llarg de la vida aconseguien els tres guardons rebien el títol honorífic de mestre en Gai Saber.

## Guanyadors
- 1859 "Són ells!", Damas Calvet i de Budallès
- 1860 "Los catalans en Africa", Joaquim Rubió i Ors
- 1861 "Lo cap d'Armengol d'Urgell", Víctor Balaguer i Cirera
- 1862 "Lo Rey conqueridor", Jeroni Rosselló i Ribera
- 1863 "L'últim comte d'Urgell", Joaquim Rubió i Ors
- 1864 "Lo castell de Mataplana", Terenci Thos i Codina
- 1865 "La llar", Josep Lluís Pons i Gallarza
- 1866 "La mort dels Moncades", Josep Lluís Pons i Gallarza
- 1867 "La veu de les ruïnes", Adolf Blanch i Cortada
- 1868 "Lo darrer Pallars", Francesc d'Assís Ubach i Vinyeta
- 1869 "A la gent de l'any vuit", Jaume Collell i Bancells[2]
- 1871 "Lo sometent", Jaume Collell i Bancells
- 1872 "La jornada del Bruch", Francesc d'Assís Ubach i Vinyeta
- 1873 "Lo rei i l'arquebisbe", Tomàs Forteza i Cortès
- 1874 "Visca Aragó!", Ramon Picó i Campamar
- 1875 "Els companys de Sertori", Frederic Soler i Hubert
- 1877 "Lo darrer plant d'En Claris", Àngel Guimerà
- 1878 "Embarcament de l'exèrcit català per a la conquista de Mallorca", Damas Calvet i de Budallès
- 1880 "La barretina", Jacint Verdaguer
- 1884 "Depressa!", Ramon Picó i Campamar
- 1885 "Ferran V", Ramon Picó i Campamar
- 1886 "Visca la ganiveta!", Terenci Thos i Codina
- 1887 "La pagesia", Joaquim Riera i Bertran
- 1888 "Festa", Francesc Matheu i Fornells
- 1889 "Lletra", Ferran Agulló i Vidal
- 1890 "A un obrer català", Joaquim Riera i Bertran
- 1891 "Lo vaixell dels emigrants", Francesc d'Assís Ubach i Vinyeta
- 1893 "Lo somni de Fivaller", Ferran Agulló i Vidal
- 1894 "La sardana", Joan Maragall i Gorina
- 1896 "Retorn", Anicet de Pagès i de Puig
- 1897 "La tramontana", Frederic Rahola i Trèmols
- 1898 "Los segadors d'are", Adrià Gual i Queralt
- 1899 "L'hivern á Nuria", Guillem August Tell i Lafont
- 1900 "Per les montanyes", Joan Maria Guasch i Miró
- 1901 "Patria", Claudi Omar i Barrera
- 1902 "La deixa del geni grec", Miquel Costa i Llobera
- 1903 "Lo Parch", Jacint Verdaguer
- 1904 "Cisma", Miquel Ramon Ferrà i Juan
- 1905 "La nit a Montgrony", Antoni Bori i Fontestà
- 1906 premi desert
- 1907 "Salobroses", Josep Maria Tous i Maroto
- 1908 "Els pins", Apel·les Mestres i Oñós
- 1909 "La fi dels almogàvers", Eduard Girbal i Jaume
- 1910 premi desert
- 1911 "Elegia perduda", Eduard Girbal i Jaume
- 1912 "Espanya endins", Eduard Girbal i Jaume
- 1913 "Somni d'una nit d'hivern", Josep Maria de Sagarra i de Castellarnau
- 1914 "Noces Reials", Josep Maria Folch i Torres
- 1915 "Flors de sang", Apel·les Mestres[3]
- 1916 premi desert
- 1917 "Esplai", Jaume Collell i Bancells
- 1918 "L'incendi de ca Na Vaquera", Andreu Caimari i Noguera
- 1919 "Devant un antic pergamí", Josep Maria Tous i Maroto
- 1920 premi desert
- 1921 premi desert
- 1922 "L'aplega de les ovelles", Andreu Caimari i Noguera
- 1923 premi desert
- 1924 "Englantina de set fulles", Antoni Navarro i Grauger
- 1925 no se celebren
- 1926 "Poema de mitja nit", Ramon Garriga i Boixader
- 1927 "Mossa de Fraga", Josep Estadella i Arnó
- 1928 "Desolació", Joan Arús i Colomer
- 1929 "L'hereu de les muntanyes", Salvador Perarnau i Canal
- 1930 "Muntanya de Montserrat", Joan Llongueres i Badia
- 1931 "Abril", Josep Maria de Sagarra i de Castellarnau
- 1932 premi desert
- 1933 "Cançons de la terra", Guillem Colom i Ferrà
- 1934 "A la Llengua de la Pàtria", Joan Llongueres i Badia
- 1935 "Altars vora el camí", Felip Graugés i Camprodon
- 1936 "Poblet", Josep Maria López-Picó